# Kaminia (Ahaia)
Kaminia  este un oraș în Grecia în Prefectura Ahaia.